# Ананьївська Перша сільська рада
Ана́ньївська Пе́рша сільська́ ра́да — колишня адміністративно-територіальна одиниця та орган місцевого самоврядування в Ананьївському районі Одеської області. Адміністративний центр — село Ананьїв.

## Загальні відомості
Ананьївська Перша сільська рада утворена в 1924 році.
- Територія ради: 137,64 км²
- Населення ради: 2 664 особи (станом на 2001 рік)
- Територією ради протікає річка Тилігул

## Населені пункти
Сільській раді були підпорядковані населені пункти:
- с. Ананьїв
- с. Селиванівка

## Населення
Згідно з переписом 1989 року населення сільської ради становило 3101 особа, з яких 1364 чоловіки та 1737 жінок.
За переписом населення 2001 року в сільській раді мешкало 2660 осіб.

### Мова
Розподіл населення за рідною мовою за даними перепису 2001 року:
| Мова       | Відсоток |
| ---------- | -------- |
| українська | 89,68 %  |
| російська  | 6,42 %   |
| молдовська | 3,6 %    |
| білоруська | 0,08 %   |
| болгарська | 0,04 %   |
| вірменська | 0,04 %   |

## Склад ради
Рада складалася з 16 депутатів та голови.
- Голова ради:
- Секретар ради: Рожко Ольга Олексіївна

### Керівний склад попередніх скликань
| Прізвище, ім'я, по батькові | Основні відомості                                                         | Дата обрання | Дата звільнення |
| --------------------------- | ------------------------------------------------------------------------- | ------------ | --------------- |
| Вдовіна Надія Опанасівна    | Сільський голова, 1959 року народження, член Народної партії              | 26.03.2006   | 31.10.2010      |
| Вдовіна Надія Афанасіївна   | Сільський голова, 1959 року народження, освіта вища, член Партії регіонів | 31.10.2010   | 29.12.2014      |

Примітка: таблиця складена за даними сайту Верховної Ради України

### Депутати
За результатами місцевих виборів 2010 року депутатами ради стали:

#### За суб'єктами висування
| Суб'єкт висування | Кількість обраних депутатів | %   |
| ----------------- | --------------------------- | --- |
| Самовисування     | 16                          | 100 |

#### За округами
| № округу | Прізвище, ім'я, по батькові    | Дата визнання обраним | Освіта             | Партійна приналежність                        | Відомості про обраного депутата                     |
| -------- | ------------------------------ | --------------------- | ------------------ | --------------------------------------------- | --------------------------------------------------- |
| 1        | Болдирєва Тетяна Петрівна      | 03.11.2010            | вища               | позапартійна                                  | загальноосвітня школа І-ІІ ст. № 7, вчитель         |
| 2        | Ороновська Віта Сергіївна      | 03.11.2010            | вища               | член Партії регіонів                          | Ананьївська районна рада, спеціаліст                |
| 3        | Співак Майя Миколаївна         | 03.11.2010            | вища               | член Партії регіонів                          | пенсіонер                                           |
| 4        | Чебан Світлана Миколаївна      | 03.11.2010            | середня спеціальна | позапартійна                                  | бібліотека, зав. філіалу                            |
| 5        | Гордєєва Ольга Євгеніївна      | 03.11.2010            | середня            | член Всеукраїнського об'єднання «Батьківщина» | фельдшерсько-акушерський пункт, завідувачка         |
| 6        | Подопригора Алла Сергіївна     | 03.11.2010            | вища               | позапартійна                                  | Ананьївська Перша сільська рада, касир-рахівник     |
| 7        | Суслова Ліна Іванівна          | 03.11.2010            | вища               | член Партії регіонів                          | управління агропромислового розвитку, начальник     |
| 8        | Криворученко Анатолій Павлович | 03.11.2010            | середня            | позапартійний                                 | фермерське господарство «Поле», голова              |
| 9        | Овчинникова Олена Андріївна    | 03.11.2010            | середня спеціальна | член Партії регіонів                          | приватний підприємець                               |
| 10       | Маймескул Лариса Василівна     | 03.11.2010            | середня            | член Всеукраїнського об'єднання «Батьківщина» | поштове відділення, листоноша                       |
| 11       | Мирза Надія Андріївна          | 03.11.2010            | середня спеціальна | член Партії регіонів                          | Ананьївська Перша сільська рада, спеціаліст ІІ-кат. |
| 12       | Горобченко Володимир Іванович  | 03.11.2010            | середня спеціальна | член Єдиного Центру                           | пенсіонер                                           |
| 13       | Криворученко Людмила Борисівна | 03.11.2010            | вища               | член Всеукраїнського об'єднання «Батьківщина» | фермерське господарство «Поле», бухгалтер           |
| 14       | Русначенко Віктор Іванович     | 03.11.2010            | середня            | позапартійний                                 | приватний підприємець                               |
| 15       | Рожко Ольга Олексіївна         | 03.11.2010            | вища               | член Партії регіонів                          | Ананьївська Перша сільська рада, секретар           |
| 16       | Люс Володимир Анатолійович     | 03.11.2010            | середня спеціальна | член Політичної партії «Сильна Україна»       | тимчасово не працює                                 |